# وراتسوویتسه (ناحیه بنشوف)
وراتسوویتسه (به چکی: Vracovice) یک منطقهٔ مسکونی در جمهوری چک است که در ناحیه بنشوو واقع شده‌است. وراتسوویتسه ۳۷۷ نفر جمعیت دارد.